# Home 5G
home 5Gとは、2021年8月27日からNTTドコモが提供を開始した、LTE・5G NR回線を利用した FWAサービスおよびそれ用の料金プランである。

## 概要
モバイルWi-Fiルーターを据え置き型の屋内専用端末にし、その端末と専用の料金プランを組み合わせることで容量無制限のブロードバンド接続契約を可能とするものである。
形態としてはSoftbank AirやWiMAX +5G（ホームルーター）、Rakuten Turboに近く、回線に携帯電話のものと殆ど同じものを用いる点も同じである。

## 端末
対応端末は2022年10月現在、シャープ製の"HR01、HR02"のみが発表されている。これは5G/4G接続機能と802.11ax対応のWi-Fi機能、ギガビット対応の有線LAN機能を持つ。QRコードによるWi-Fi接続設定が可能。家庭での利用を想定しているためWi-Fiの最大接続台数は64台と通常のモバイルルーターよりも比較的多い。WPS接続に対応し、接続する機器同士でボタンを押すだけで接続できる。
サイズは高さが約170mm、幅が約95mm、厚さが約95mm、重量は約720gとなっている。homeという名称からしても、ドコモの宣伝態勢からしても、家庭での利用を想定したものであるため、持ち運びには向かない。バッテリーは搭載しておらず、使用にはAC100Vのコンセントが必要。アクセスラインに携帯電話と同じ無線を使っているため設置には工事は不要であり、ドコモもこれを宣伝している。

## 料金プラン
月のデータ使用量によらず、いかなる割引も無しで税込み月4950円と発表されている。ただし直近3日間のデータ使用量が特に多い場合(明確な基準は不明)は通信制限する場合があるとも公式サイトに記載がある。これはドコモが提供する容量無制限の料金プランにも記載されていることである。例として通常は月100GBのところをキャンペーンで無制限となっている「5Gギガホ」が月1200GB以上使用しても通信制限されないことから、特に厳しい制限はされないのではないかとの考察もある。
基本的にはデータは無制限である。

## エリア
前述の通り携帯電話と同じ電波・回線を用いるため、基本的にドコモの携帯電話が繋がる場所であればどこでも利用可能である。5Gエリアに在圏する場合は自動で5G通信、4Gエリアに在圏する場合は自動的に4G通信に切り替わり通信する。3G(FOMA)通信は利用できない。